# Sandy Mokwena
Sandy Mokwena (26 de junio de 1949-24 de enero de 2018) fue un actor sudafricano. Fue conocido por su actuación en las series Funeral for an Assassin, Tödliche Geschäfte y Scandal!.

## Biografía
Mokwena nació el 26 de junio de 1949 en Soweto, Sudáfrica. Se casó con Grace Mokwena y tuvo una hija llamada Keabetswe.
Murió el 24 de enero de 2018 a los 68 años por causas naturales. Su funeral se realizó en la iglesia Grace Bible en Soweto el 26 de enero. Fue enterrado en Heroes Acre en West Park Cemetery, Johannesburgo.

## Carrera profesional
En 1972, actuó en la obra de teatro Iphi Ntombi con el papel de 'Cappie'. Con la obra, realizó una gira internacional y continuó interpretando el papel hasta 1984. Posteriormente, se unió al elenco de la serie de televisión Going Up.
En 2005, fue seleccionado para el papel de 'Bra Eddie Khumalo' en la serie de televisión Scandal!. Continuó interpretando su personaje hasta su muerte en 2018. Se celebró un servicio conmemorativo en el Scandal! Studios en honor a los 17 años que pasó en la serie. También interpretó a 'Ken Mokoena' en la serie Yizo Yizo 1.
Contribuyó con muchas producciones televisivas como Generations, Khululeka, Soul City, Justice for All y Zero Tolerance. De igual forma, participó en las películas: Taxi to Soweto (1992), The Principal (1996), Dead End (1999) y Scarback (2000).

## Filmografía
| Año       | Título                                           | Rol                | Tipo                     | Ref. |
| --------- | ------------------------------------------------ | ------------------ | ------------------------ | ---- |
| 1982      | Ipi-Tombi                                        | Sandy              | Película para televisión |      |
| 1991      | Taxi to Soweto                                   |                    | Película                 |      |
| 1991      | Tödliche Geschäfte                               | Spokes             | Película                 |      |
| 1994      | Torings                                          | Harry Mopeli       | Serie de televisión      |      |
| 1998      | Tierärztin Christine III: Abenteuer in Südafrika |                    | Película para televisión |      |
| 1999      | Africa                                           | Oficial de policía | Película                 |      |
| 2002      | Ietermagô                                        | Bra Matshikiza     | Serie de televisión      |      |
| 2004      | Plek van die Vleisvreters                        | Samson Ngobeni     | Serie de televisión      |      |
| 2005–2018 | Scandal!                                         | Eddie              | Serie de televisión      |      |
| 2011      | Winnie Mandela                                   | Obispo             | Película                 |      |